# Xã Tell, Quận Huntingdon, Pennsylvania
Xã Tell (tiếng Anh: Tell Township) là một xã thuộc quận Huntingdon, tiểu bang Pennsylvania, Hoa Kỳ. Năm 2010, dân số của xã này là 662 người.